# Колман Младший

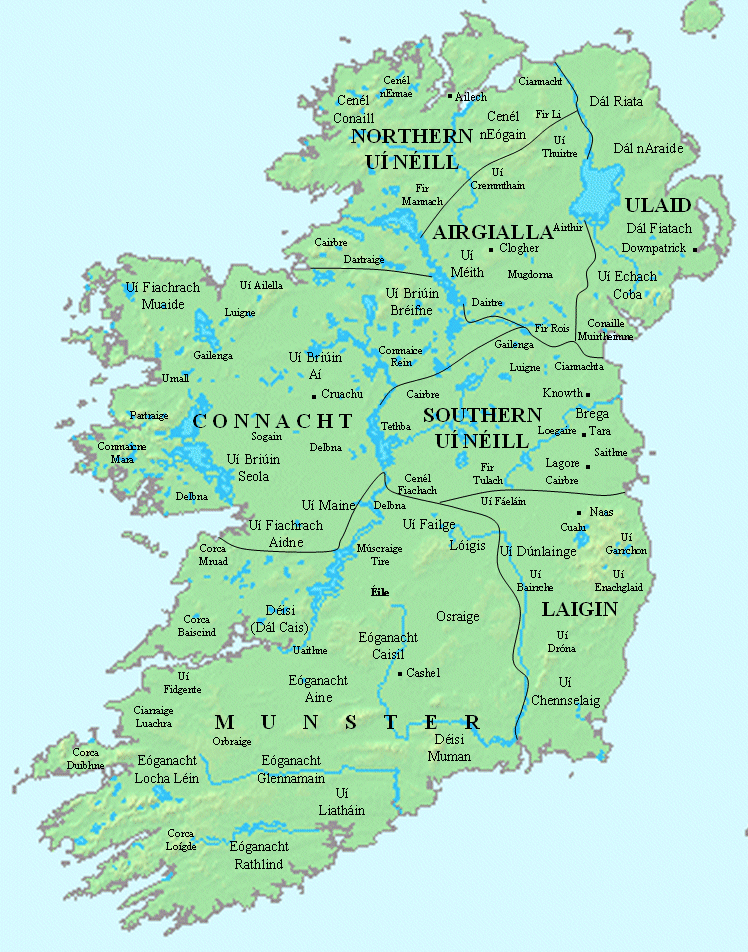
Ирландия в Раннее Средневековье

Колман Младший (Колман мак Диармата; др.‑ирл. Colmán Bec, Colmán mac Diarmata; погиб в 587) — король Миде (565—587) из рода Кланн Холмайн.

## Биография

### Происхождение
Согласно средневековым генеалогическим трактатам, Колман был одним из сыновей правителя Миде и верховного короля Ирландии Диармайта мак Кербайлла. Его мать — коннахтка Брея (или Брека), дочь Колмана мак Немайнда. Своё прозвище — «Младший» (др.‑ирл. Bec) — Колман получил у позднейших историков в качестве отличия от своего старшего единокровного брата Колмана Старшего, погибшего в 555 или 558 году.
В средневековых сочинениях сообщается о наличии у Диармайта мак Кербайлла двух сыновей по имени Колман. Однако некоторые современные историки предполагают, что достоверными являются свидетельства только о Колмане Младшем. Они считают, что сведения средневековых авторов о Колмане Старшем являются позднейшей фальсификацией, призванной связать некоторые из ирландских семей с такой известной династией как Уи Нейллы. Возможно, свидетельства о Колмане Старшем впервые были использованы авторами времён верховного короля Домналла Миди. К Колману Старшему возводили своё происхождение представители рода Кланн Холмайн, многие выходцы из которой были правителями Миде и верховными королями Ирландии. Колмана Младшего считали своим предком-эпонимом члены септа Кланн Холмайн Бикк (позднее известного как Кайлле Фолламайн).

### Король Миде
После смерти своего отца, короля Диармайта мак Кербайлла, погибшего в 565 году от рук правителя Дал Арайде Аэда Чёрного, Колман Младший унаследовал власть над Миде. Резиденция королей Миде находилась вблизи холма Уснех, в связи с чем в некоторых средневековых источниках (например, в «Лейнстерской книге») правители этого королевства упоминаются как короли Уснеха.
Первое свидетельство о Колмане Младшем в ирландских анналах датируется 567 или 568 годом, когда он вместе с королём Дал Риады Коналлом I совершил успешный поход на Западные острова (др.‑ирл. Iardoman; современные Внутренние Гебридские острова). Вероятно, целью этого похода, организованного Коналлом I, было присоединение земель всех гэльских племён западного побережья Шотландии к своим владениям. Успех этого мероприятия также способствовал бы укреплению власти правителя Дал Риады. О итогах похода в средневековых исторических источниках ничего не сообщается. Предполагается, что заключением союза с правителем Миде Коналл I намеревался ослабить свою зависимость от королей Ульстера, под верховной властью которых находились ирландские земли Дал Риады.
В 573 году Колман Младший потерпел поражение в сражении при Фемен (в Бреге) и был вынужден бежать с поля боя. В «Анналах Инишфаллена» ошибочно сообщается о том, что король Миде погиб в этом сражении. Победителем Колмана в ряде источников назван король Мунстера Кайрпре Кромм. Неизвестно точно, какой из двух населённых пунктов под названием Фемен был местом сражения: или находившийся вблизи Тары, или располагавшийся около Кашела. Возможно, сражение было следствием междоусобий среди Уи Нейллов.
Последние свидетельства ирландских анналов о Колмане Младшем относятся к 580-м годам. В 586 году по его проискам вблизи Лейма (в Эйхе) был убит верховный король Ирландии Баэтан мак Ниннедо. Его убийцами названы Куммене мак Колмайн и Куммене мак Либрен, сын и двоюродный племянник Колмана Младшего. Вероятно, планируя убийство Баэтана, правитель Миде сам намеревался стать верховным королём Ирландии. Однако он не смог получить этот титул, который перешёл к правителю Кенел Конайлл Аэду мак Айнмереху.
Колман Младший погиб в 587 году, сражаясь при Белах Дати с новым верховным королём Ирландии Аэдом мак Айнмерехом. В «Анналах Тигернаха» упоминается о том, что исход сражения, якобы, был предсказан в одном из пророчеств святого Колумбы. В королевстве Миде Колману наследовал его племянник Суибне мак Колмайн.

### Семья
Известно, что у Колмана Младшего было, по крайней мере, два сына — Энгус и Куммене. Первый из них также как и его отец правил Миде, став основателем септа Кланн Холмайн Бикк (или Кайлле Фолламайн). Потомки Колмана владели землями в пограничьи Миди и Бреги.